# Lumbricillus tuba
Lumbricillus tuba är en ringmaskart som beskrevs av Stephenson 1911. Lumbricillus tuba ingår i släktet Lumbricillus och familjen småringmaskar. Arten är reproducerande i Sverige. Inga underarter finns listade i Catalogue of Life.